# SS Abyssinia
«Абиссиния» (англ. Abyssinia) — британский почтовый пароход, построенный в 1870 году по заказу компании «Cunard Line». С 1870 по 1880 годы действовал на линии Ливерпуль-Нью-Йорк. Позднее использовался на той же линии компанией «Guion Line», и на Тихом океане — компанией «Canadian Pacific Line». Спустя с 1889 года, судно было обновлено в качестве интерьера. Из-за этого судно стало более популярным.  В декабре 1891 года «Абиссиния», находившаяся в Северной Атлантике близ Новой Шотландии, была уничтожена в результате пожара. Причиной пожара стало возгорание хлопка, груз которого находился в трюме. Пожар обошёлся без гибели людей.